# Coelioxys lativentroides
Coelioxys lativentroides är en biart som beskrevs av Brauns 1930. Coelioxys lativentroides ingår i släktet kägelbin, och familjen buksamlarbin. Inga underarter finns listade i Catalogue of Life.